# Пејић
Пејић је хрватско и српско презиме, а може се односити на следеће особе:
- Андреја Пејић, босанско-аустралијски топ модел
- Катарина Пејић, мајка југословенског писца Иве Андрића
- Михајло Пејић, амерички медаља части у Другом светском рату српског порекла
- Мирослав Пејић, босански Хрват, фудбалер хрватског порекла